# George (Sydafrika)
 For alternative betydninger, se George. (Se også artikler, som begynder med George)
George er en by i provinsen Western Cape i Sydafrika. Byens befolkning er på omkring 100.000 indbyggere og byen er det administrative og kommercielle centrum i Garden Route-området.
Byen ligger på hovedvej N2, midt imellem Cape Town og Port Elizabeth. Garden Route har et klima som ved Middelhavet med varme somre og milde vintre. Det er samtidig et af de mest regnfyldte områder i landet, især i vinter– og forårsmånederne på grund af de fugtige vinde, der blæser ind fra Det indiske Ocean.
George er den sjetteældste by i Sydafrika. Den var den første, som blev grundlagt under det britiske styre i Sydafrika. Byen blev opkaldt efter den regerende britiske monark i 1811, kong Georg III.

## Attraktioner
George har en veludbygget infrastruktur med banker, konferencefaciliteter, forretninger, butikscentre, restauranter og sportsanlæg. Til trods for de mange tilbud har byen dog formået at bibeholde sin provinsbyatmosfære og den landlige charme.
Byen har et veludbygget golf-center med mange golfbaner i verdensklasse. Blant disse er Oubaai og Le Grande George samt den bedst kendte, Fancourt Golf Estate. Denne bane var vært for 'The Presidents Cup' i 2003 og er ofte vært for højprofilerede golfturneringer.
Slave Tree er et gammelt egetræ, som blev plantet i 1811 af Landros van Kervel. Det har sit navn på grund af den store, kraftige jernkæde med låseanordning, som sidder fast på træet og har gjort det i så mange år, at træet er vokset omkring kæden. Slave Tree blev ifølge en myte brugt til at fastgøre indfangne slaver, men i virkeligheden har ringen været brugt i forbindelse med opsætning af en tennisbane. Træet er i dag erklæret som nationalt monument. 
Outeniqua Choo Tjoe er Sydafrikas sidste damptog og har endestation i George.
Garden Route Botaniske Have ligger for enden af Caledon Street og giver mulighed for året rundt at betragte den lokale flora, bl.a. det store taks-lignende træ Yellowwood eller det sjældne Stinkwood, som har navn efter sin karakteristiske lugt når den er nyfældet, men som er værdsat som bygnings- og møbeltræ.

## Kirker
Pacaltsdorp kirke er den ældste i George–distriktet og blev fuldført i 1825.
Den hollandske reformerte kirke blev indviet i 1842 efter 12 års bygning. Den blev opført af en opsynsmand og et antal dygtige slaver, som fortsatte arbejdet som 'lærlinge' efter slaveriets ophør i 1834.
Skt. Mark–katedralen, der blev bygget i 1850, fik katedral–status i 1911. Den var den mindste katedral syd for ækvator til dens udvidelse i 1924–25

## Transport
George ligger 420 km øst for Cape Town langs hovedvej N2, og 330 km vest for Port Elizabeth.
George lufthavn ligger omkring 7 km fra byens centrum og har afgange til Cape Town, Durban og Johannesburg.

## Links
- Byens officielle hjemmeside Arkiveret 21. juli 2010 hos  Wayback Machine